# Freddie Dixon
Frederick William Dixon, dit Flying Freddie, né le 21 avril 1892 à Stockton-on-Tees (Durham) et mort le 4 novembre 1956 à 64 ans, est un ancien pilote automobile et motocycliste britannique, sur circuits.

## Biographie
Il commença son existence professionnelle dans un magasin de cycles, après avoir quitté l'école à treize ans alors qu'il était membre d'une fratrie de huit enfants.
Possesseur d'une moto dès 1909, il participa l'année suivante à des courses de côte.
Durant le premier conflit mondial il fit son service militaire durant quatre ans au sein de l'Army Service Corps, comme sergent. 
Après-guerre il ouvrit un garage à Middlesbrough.
Il disputa à 10 reprises le Tourist Trophy de l'île de Man motocycliste, en 1912 (sur une Cleveland Precision peu compétitive), puis de 1920 à 1928 (année de son retrait des compétitions sur deux roues), étant le premier pilote à gagner l'épreuve tant en solo qu'en duo.

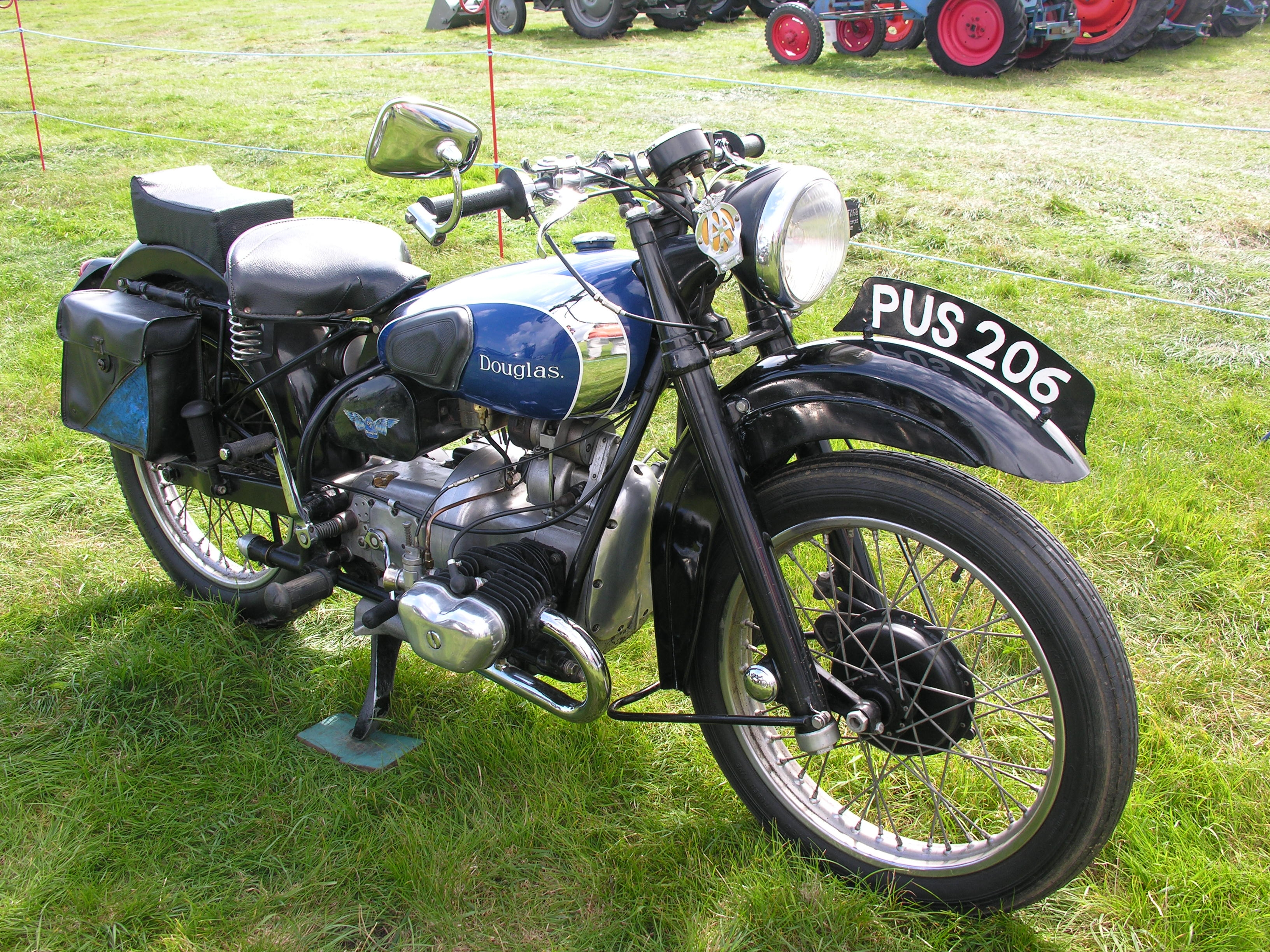
Douglas Mark III

Il commença sa carrière automobile en 1932 sur Salmson et Riley 9, utilisant ultérieurement exclusivement des véhicules de ce dernier constructeur. Il est l'un des rares pilotes britanniques à avoir remporté des épreuves officielles tant sur deux, que sur trois, ou quatre roues, puis il cessa les compétitions mécaniques en 1937.
En 1948, il fut embauché par la Douglas motorcycle company pour participer au développement de la T35, dont il redessina la moitié supérieure du moteur pour obtenir la Mark III.

## Palmarès
Moto:

Recordman du monde de vitesse à moto durant un mois en septembre 1923, sur Harley-Davidson (171,350 km/h à Boulogne-Billancourt, sur Harley-Davidson 988 cm3 V2 (à 8 ventilateurs).

Tourist Trophy de l'île de Man (5 podiums)  
- Sidecar TT: 1923 (sur Douglas, avec Thomas Walter Denney sur la banquette passager);
- Junior TT (350 cm3): 1927 (sur HRD).

Automobile:    

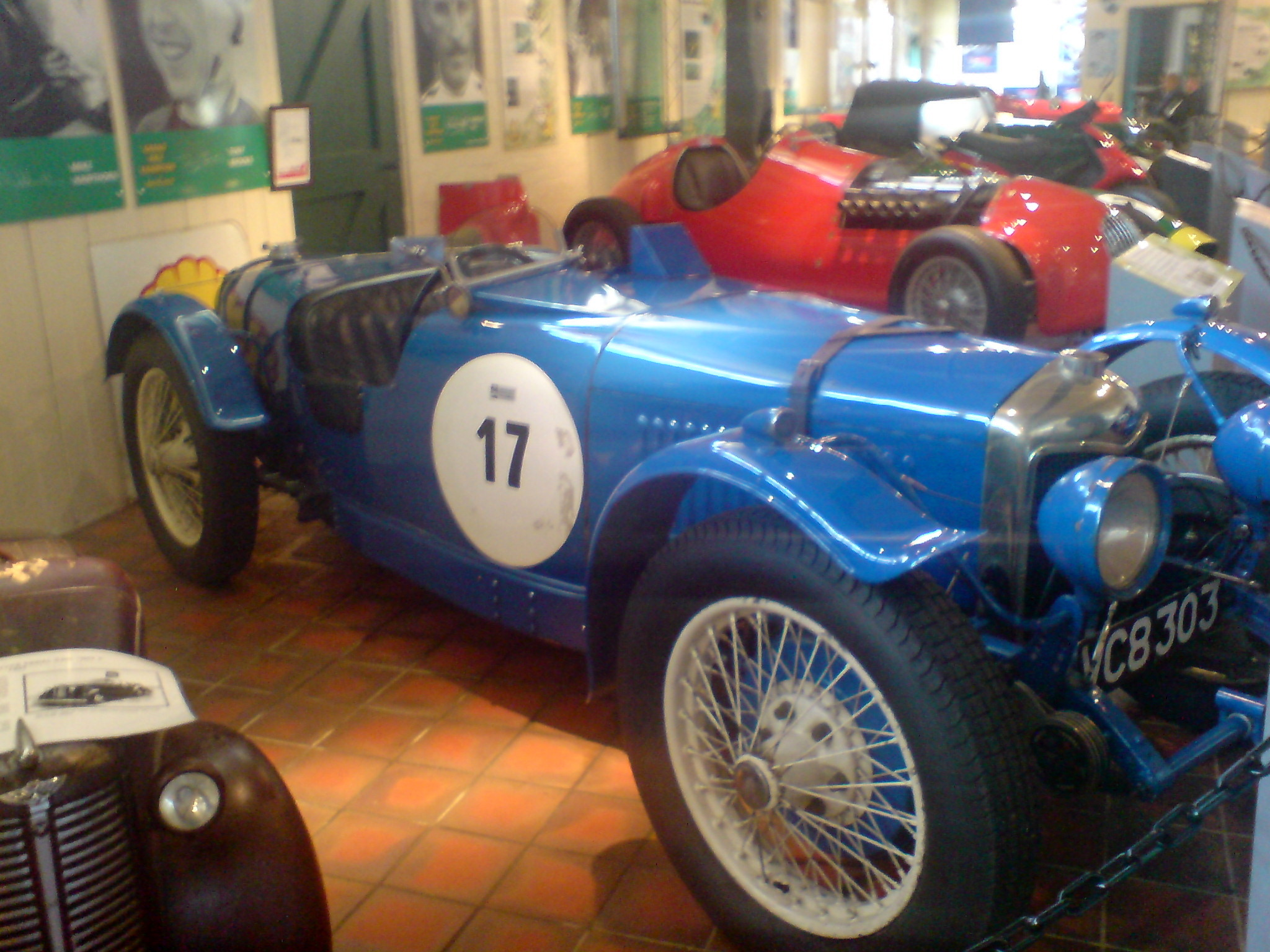
Une Riley 1½L. Lynx, au Brooklands Museum.

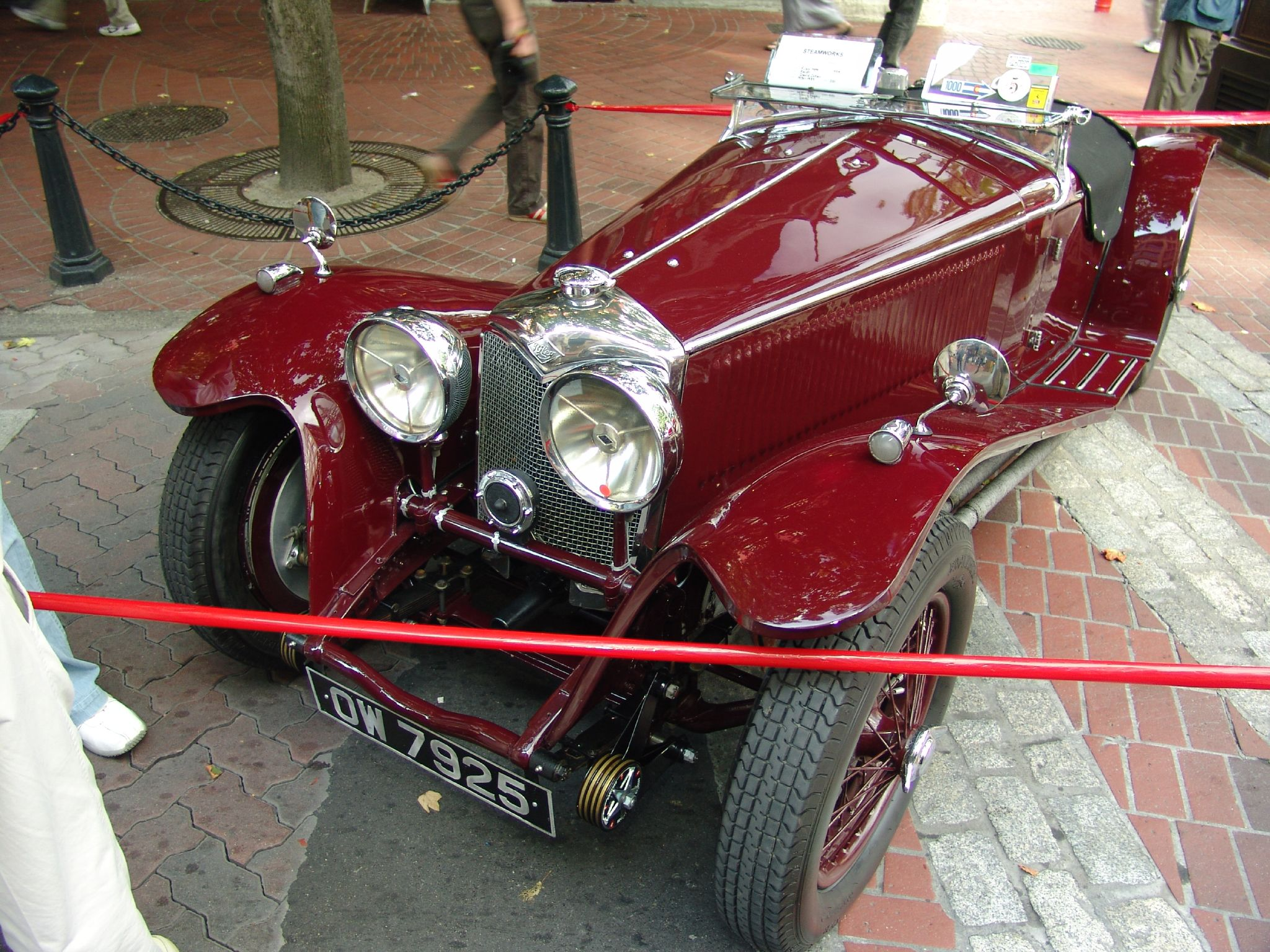
Une Riley 6/12 1.5 L de 1934.

- RAC Tourist Trophy, en 1935, et 1936 (alors avec Charlie Dodson, également seul vainqueur en 1934 avec une MG Magnette NE), sur Riley TT Sprite 1,5 L. (au circuit d'Ards, en Ulster);
- IVe British Empire Trophy de Brooklands, en 1935 sur Riley 6;
- 500 Milles de Brooklands (le BRDC 500), en 1936 sur Riley (avec Charles Martin)[1];
- 500 Milles de Brooklands, en 1934 sur Riley TT Sprite 6 (course à handicap hors du circuit, remportée en solitaire devant plusieurs duos de pilotes)[2];
- Woking Senior Mountain Handicap du Mountain Championship Meeting de Brooklands, en 1933 sur Riley 9;
- Spring Handicap du Spring Meeting de Brooklands, en 1933 sur Riley;
- Mannin Beg à Douglas, en 1933, sur Riley 9 (1500/6)[3]; 
  - 2e du JCC International Trophy 1934 de Brooklands, sur Riley;
  - 2e du Byfleet Senior Short Handicap 1932 de Brooklands, sur Riley 9;
  - 3e du Woking Junior Mountain Handicap 1933 de Brooklands, sur Riley;
  - 3e des 24 Heures du Mans 1934 avec Cyril Paul (de), sur Riley 6/12 MPH Racing 1,5 L. I6;
  - 6e du Donington Park Trophy 1934, sur Riley 2000/6.

## Record
- Son record du tour du circuit de Brooklands à 130 km/h homologué sur voiture 2 L. ne fut jamais battu.

## Distinctions
- British Racing Drivers Club (BRDC) Gold Star: en 1934 et 1935.